# ميشيل نيومان
ميشيل نيومان (بالإنجليزية: Michele Newman)‏ هي مقدمة تلفزيونية بريطانية، ولدت في 8 مارس 1956.

## وصلات خارجية
- ميشيل نيومان على موقع IMDb (الإنجليزية)